# 约翰·休特纳
约翰·休特纳（英語：John Huettner，1906年10月21日—1970年8月4日），生于华盛顿特区，美国男子帆船运动员。他曾代表美国参加1932年夏季奥林匹克运动会帆船比赛，获得8米级金牌。他于1970年在加利福尼亚州去世。